# Diemelstadt
Diemelstadt település Németországban, Hessen tartományban. Lakosainak száma 5360 fő (2023. december 31.).

## Népesség
A település népességének változása:
| Lakosok száma | 5274 | 5190 | 5208 | 5196 | 5354 | 5360 |
|               | 2014 | 2017 | 2019 | 2021 | 2022 | 2023 |